# Agenzia spaziale svedese
L'Agenzia Spaziale Nazionale Svedese (in lingua originale Rymdstyrelsen) nota anche come SNSA, sigla di Swedish National Space Agency, è un'agenzia governativa svedese incaricata di sviluppare le attività spaziali nel Paese. Ha sede a Solna e dipende dal Ministero dell'educazione e della scienza. L'Agenzia è stata fondata nel 1972 e ha assunto l'attuale denominazione nel 2018.

## Storia
Nel 1959 fu fondato il Comitato svedese per la ricerca spaziale (SSRC) per perseguire tre obiettivi principali: lo sviluppo di un programma spaziale nazionale, la partecipazione a progetti spaziali  internazionali e la gestione di un potenziale sito di lancio per razzi-sonda. Poco tempo dopo la sua creazione, il comitato avviò i negoziati per partecipare alla neonata European Space Research Organization (ESRO), in linea con il suo secondo obiettivo. Nel 1962 la Svezia entrò nell'ESRO, che fondò il sito di lancio di Esrange e lo gestì come uno dei suoi siti scientifici. Verso la metà degli anni sessanta, le attività spaziali della Svezia venivano condotte da una serie di diverse istituzioni ed entità, portando a una crescente confusione. Il Comitato per la ricerca spaziale, privo di un'autentica autorità esecutiva, riconobbe la necessità una riorganizzazione, con la creazione di una struttura centralizzata per le attività spaziali della Svezia. Nel 1972 nacque così il Consiglio spaziale nazionale svedese (Swedish National Space Board, sigla SNSB) con piena autorità per la politica e la pianificazione delle attività spaziali, che furono distinte in due categorie: ricerca spaziale e applicazioni spaziali. Si decise che il Consiglio spaziale nazionale svedese avrebbe svolto la funzione di indirizzo politico-amministrativo, mentre le operazioni tecniche sarebbero state condotte dalla Compagnia spaziale svedese, un ente di proprietà statale fondato nello stesso anno che avrebbe subappaltato le operazioni alle industrie. La Svezia inoltre acquisì il sito di Esrange, che venne dato in gestione alla Compagnia spaziale svedese. Nel 2018 il Consiglio spaziale nazionale svedese prese il nome attuale di Agenzia spaziale nazionale svedese.

## Compiti
I compiti dell'Agenzia spaziale svedese sono tre:
- Concedere sovvenzioni per progetti di ricerca spaziale, sviluppo di tecnologie spaziali e attività di telerilevamento
- Avviare azioni di ricerca e sviluppo nel campo del telerilevamento spaziale e delle attività spaziali in generale
- Rappresentare la Svezia nei progetti spaziali internazionali.